# 村尾三四郎
村尾 三四郎（むらお さんしろう、2000年〈平成12年〉8月28日 - ）は、アメリカ合衆国ニューヨーク州出身の日本の柔道家。階級は90kg級。身長180cm。握力は左右58kg。血液型はB型。組み手は左組み。得意技は内股、大外刈。名前になぞらえて「令和の三四郎」と称される。父親は大学講師・著述家の村尾英俊。

## 経歴
日本人の父親とアメリカ人の母親の間に生まれる。「三四郎」という名前は「生粋の日本人に育つように」との両親による願いから、「典型的な日本人の名前のイメージ」だった三四郎と名付けられた。ニューヨークで生まれるが、2歳の時に神奈川県の横浜へ移ってきた。5歳の時に茨城県へ引っ越すと、姉の影響で世界チャンピオンの岡田弘隆が指導するつくばユナイテッド柔道クラブで柔道を始めた。なお、姉の他に兄が1人いる。小学校5年の時には全国少年柔道大会の個人戦5年生の部で決勝まで進むが、兵庫県代表の4年生である毛利允弥に判定で敗れて2位だった。全国小学生学年別柔道大会の45kg超級でも決勝で千葉県代表の浅野史恩に判定で敗れた。6年の時には全国少年柔道大会個人戦6年生の部の準々決勝で女子最強の選手である福岡県代表の素根輝を判定で破るなどして優勝した。団体戦では準決勝で東京都の春日柔道クラブと対戦すると、女子選手の高橋瑠璃と引き分けるなどしてチームも3位にとどまった。なお、小学生の時は柔道以外に相撲、合気道、ラグビー、水泳、体操などにも取り組んでいたために、それぞれの競技の特性に見合った運動能力を身に付けることになった。しかし、幼稚園の時から将来は柔道選手になることを決めていた。わんぱく相撲の大会では後の大の里泰輝に勝利したこともある。
兵庫県の姫路灘中学へ進むと、1年の時には近代柔道杯で1年先輩の関根聖隆などとともに活躍して2位になった。2年の時には全国中学校柔道大会の個人戦73kg級と団体戦で3位になった。マルちゃん杯では決勝の大成中学戦で引き分けるなどしてチームも2位だった。近代柔道杯では決勝の大成中学戦で一本勝ちするなどしてチームの優勝に貢献した。3年の時には全国中学校柔道大会の81kg級で5試合オール一本勝ちして優勝を飾った。マルちゃん杯では決勝の大成中学戦で一本勝ちするもチームは敗れて2位だった。
アテネオリンピック73kg級代表で世界選手権81kg級では3位だった高松正裕の指導を受けたいがために、高松が監督を務める神奈川県の桐蔭学園高校へ進むと、階級を90kg級に上げた。1年の時には全日本カデの初戦で敗れた。インターハイでは5位となった。全国高校選手権の個人戦無差別には神奈川予選決勝で1年先輩の関根聖隆に敗れて出場できなかったが、団体戦では決勝の大成高校戦で3人抜きするなどの活躍でチームの優勝に大きく貢献した。2年の時には全日本カデをオール一本勝ちで優勝した。金鷲旗では決勝で同じ神奈川県の東海大相模高校を破って優勝した。インターハイの団体戦でも先輩の関根などとともに活躍して優勝を飾り、団体戦の高校3冠（全国高校選手権、金鷲旗、インターハイ）を達成した。個人戦でも2回戦以外は全て一本勝ちで優勝した。全日本ジュニアでは5位に終わると、講道館杯では初戦で敗れた。全国高校選手権の個人戦無差別では準決勝まで全て一本勝ちするも、決勝で天理高校2年の中野寛太にGSに入った直後に大内返で敗れて2位だった。団体戦では準決勝の天理高校戦で中野と引き分けるなどして3位にとどまった。なお、全日本選手権の関東予選で6位に入り、高校生ながら本戦への出場権を得た。3年の時には全日本選手権の初戦を突破するものの、2回戦で日本大学1年の山口貴也に払腰で敗れた。金鷲旗では6回戦で敗れた。インターハイでは個人戦をオール一本勝ちして2連覇を果たすも、団体戦では3位にとどまった。全日本ジュニアでは決勝で明治大学2年の増山香補に技ありで敗れて2位だった。世界ジュニアでは準決勝まで全て一本勝ちするも、決勝でヨーロッパジュニアチャンピオンのジョージアのラシャ・ベカウリに小外刈で敗れて2位だった。世界ジュニア団体決勝のブラジル戦では、自らが試合に出る前にチームが勝利を決めたために出番はなかった。11月の講道館杯では準決勝で筑波大学3年の田嶋剛希に技ありで敗れるも、高校生ながら3位となった。世界選手権3位の長澤憲大の欠場により繰り上がりでの出場となったグランドスラム・大阪では、準々決勝でドイツのエドゥアルト・トリッペルに技ありで敗れるも、その後の3位決定戦で元世界選手権3位のジョージアのウシャンギ・マルギアニに反則勝ちして3位に入った。2019年2月のグランドスラム・デュッセルドルフでは3回戦で元世界チャンピオンである韓国の郭同韓を大外落で破るなど全て一本勝ちして決勝まで進むも、アゼルバイジャンのママダリ・メフディエフに大内返の技ありで敗れて2位だった。試合後には、「優勝し切れなかったのは悔しい」とコメントした。
4月に東海大学へ進学した際には、新元号にちなんで「令和の三四郎」と呼ばれるような活躍ができるようにと意気込みを語った。選抜体重別では準決勝で綜合警備保障の向翔一郎に腕挫腋固で敗れて3位だった。世界選手権代表にはなれなかったが、世界団体代表に選ばれた。5月のグランドスラム・バクーでは2回戦でロシアのフセン・ハルムルザエフと対戦すると、技ありでリードしながら終了間際に小外掛で逆転負けを喫した。6月の優勝大会ではチームの4連覇に貢献した。7月のグランプリ・ザグレブでは準々決勝でメフディエフ、準決勝でオランダのノエル・ファントエンドにそれぞれ反則勝ちするも、決勝ではジョージアのベカ・グビニアシビリに裏投で敗れて2位だった。9月の世界団体では準決勝までの2戦を勝利するも、決勝のフランス戦でアクセル・クレルジュに三角絞で敗れるが、チームは優勝した。10月の体重別団体では決勝の国士舘大学戦で引き分けるも、代表戦で73kg級の立川新が三谷大に11分45秒の戦いの末に背負投で勝利したことにより優勝を果たした。11月の講道館杯では決勝で大学の5つ先輩でありリオデジャネイロオリンピック金メダリストであるJRAのベイカー茉秋を内股の技ありで破って、シニアの全国大会初優勝を飾った。グランドスラム・大阪では準々決勝でウズベキスタンのダブラト・ボボノフに釣込腰で敗れると、敗者復活戦でも向に反則負けして7位に終わった。12月のワールドマスターズでは準々決勝でベカウリに技ありで敗れると、敗者復活戦でもタジキスタンのコムロンショフ・ウストピリヨンに反則負けして7位に終わった。2020年2月のグランドスラム・パリでは3回戦でメフディエフに技ありで敗れた。11月の講道館杯では決勝で日本体育大学4年の長井晃志を合技で破るなどオール一本勝ちして2連覇を果たした。3年の時には4月の体重別準決勝でパーク24の田嶋剛希に技ありで敗れて3位に終わった。しかしながら、将来性が評価されて世界選手権代表に選出された。5月のグランドスラム・カザンでは準々決勝で地元ロシアのミハイル・イゴルニコフを大外刈で破るなどして決勝まで進むと、トリッペルを内股で破って6試合オール一本勝ちしてIJFワールド柔道ツアー初優勝を飾った。6月の世界選手権では2回戦でボボノフと対戦すると、GSに入った直後に一旦は技ありで勝利したかに見えたが、関節を極めて投げたと判断されて指導を取られて反則負けを喫した。10月のグランドスラム・パリでは準々決勝でハルムルザエフに反則負けすると、その後の3位決定戦でもポルトガルのアンリ・エグティゼに小外刈で敗れて5位に終わった。11月の優勝大会では優勝した。12月の体重別団体では優勝した。2022年2月のグランドスラム・パリでは準々決勝でボボノフを技ありで破るなどして決勝まで進むと、メフディエフを技ありで破って優勝した。4年の時には4月の体重別の初戦で田嶋に技ありで敗れた。しかし、アジア大会代表には選ばれた。6月の優勝大会では決勝の国士舘大学戦で全日本チャンピオンである170kgの斉藤立との代表戦になると、16分18秒もの戦いの末に上四方固で一本勝ちして、チームを6連覇へ導いた。7月のグランドスラム・ブダペストでは準決勝でグビニアシビリを技ありで破ると、決勝ではイタリアのクリスティアン・パルラティに反則勝ちして優勝した。8月のアジア選手権では決勝でキルギスのエルラン・シェロフを大内刈で破って優勝した。団体戦では日本チームは6人のうち4人しか出場しなかったため後のない戦いを強いられることになったが、決勝のモンゴル戦を始め全試合に勝利してチームの優勝に貢献した。10月の体重別団体では決勝の天理大学戦で勝利するも、チームは敗れて2位だった。12月のグランドスラム・東京では準決勝でトリッペルに技ありで敗れるも、3位決定戦では向を小内刈で破って3位になった。続くワールドマスターズでは決勝でアレクシス・マチューを技ありで破って優勝した。その直後に2023年の世界選手権代表に決まった。2023年3月のグランドスラム・タシケントでは決勝で地元の世界チャンピオンであるボボノフに反則負けを喫して2位だった。
2023年4月からはジャパンエレベーターサービスの所属となった。5月の世界選手権では準々決勝でスウェーデンのマルクス・ニマンを開始早々の大内刈で破ると、準決勝ではオリンピックチャンピオンとなったラシャ・ベカウリと対戦すると、技ありを先取するも合技で逆転負けを喫した。その後の3位決定戦でキューバのイバン・フェリペ・シルバ・モラレスを大外刈で破って3位になった。8月のワールドマスターズは左膝内側側副靱帯損傷を理由に出場を辞退した。同じ8月には世界選手権3位などの実績で2番手以下に差を付けたと評価されて、パリオリンピックの代表に内定した。グランドスラム・東京では決勝で世界チャンピオンであるジョージアのルカ・マイスラゼを内股で破って優勝した。
2024年2月のグランドスラム・パリでは初戦でアゼルバイジャンのエリャン・ハジエフに一本負けを喫した。3月のグランドスラム・アンタルヤでは準決勝でボボノフを破ると、決勝ではアゼルバイジャンのブガル・タリボフに技ありを先取されるも、合技で逆転勝ちして優勝した。4月のアジア選手権では決勝でモンゴルのガントゥルガ・アルタンバガナを内股で破って優勝した。7月のパリオリンピックでは準決勝で地元フランスのマクシム＝ガエル・ンガヤ＝アムブを合技で破るも、決勝ではベカウリを相手に技ありを先取しながら合技で逆転負けを喫して銀メダルにとどまった。パリオリンピック混合団体では決勝のフランス戦でンガヤ＝アムブを破るも、チームは敗れて2位だった。12月のグランドスラム・東京では準決勝で世界チャンピオンとなった田嶋を技ありで破ると、決勝でもマイスラゼを技ありで破って、今大会2連覇を達成した。その2週間後にはフランスのモンペリエで開催されたヨーロッパクラブ選手権にテディ・リネールの所属するパリ・サンジェルマン(PSG)の一員として73㎏級の石原樹とともに参戦すると、2勝してチームの優勝に貢献した。
2025年2月のグランドスラム・バクーでは決勝でブラジルのマルセロ・フロンコウィアクを合技で破って優勝した。4月の体重別は左膝内側側副靱帯の現状を鑑みて、出場を見合わせることになった。しかし、これまでの実績から世界選手権代表に選ばれた。6月の世界選手権では準決勝でマイスラゼを内股で破ると、決勝では田嶋に反則勝ちするなどオール一本勝ちで世界選手権初優勝を飾った。世界団体では準決勝のジョージア戦でベカウリと対戦すると、技ありを先取しながら隅返で逆転負けを喫して、チームも敗退して3位にとどまった。
IJF世界ランキングは1968ポイント獲得で2位（2025年6月2日現在）。

## 人物
アメリカに出生届を出したときには「マイケル」というミドルネームがあったが、今は日本国籍のためない。

## 戦績
- 2011年 -　全国少年柔道大会 個人戦5年生の部 2位
- 2011年 -　全国小学生学年別柔道大会 45kg超級 2位
- 2012年 -　全国少年柔道大会 個人戦6年生の部 優勝 団体戦 3位
- 2014年 -　近代柔道杯 2位
- 2014年 -　全国中学校柔道大会 個人戦73kg級 3位 団体戦 3位
- 2014年 -　マルちゃん杯 2位
- 2015年 -　近代柔道杯 優勝
- 2015年 -　全国中学校柔道大会 81kg級 優勝
- 2015年 -　マルちゃん杯 2位

90kg級での戦績
- 2016年 -　インターハイ 5位
- 2017年 -　全国高校選手権 団体戦 優勝
- 2017年 -　全日本カデ 優勝
- 2017年 -　金鷲旗 優勝
- 2017年 -　インターハイ 個人戦 優勝 団体戦 優勝
- 2017年 -　全日本ジュニア 5位
- 2017年 -　エクサンプロバンスジュニア国際 優勝
- 2018年 -　全国高校選手権 個人戦（無差別）2位 団体戦 3位
- 2018年 -　ロシアジュニア国際 3位
- 2018年 -　インターハイ 個人戦 優勝 団体戦 3位
- 2018年 -　全日本ジュニア 2位
- 2018年 -　世界ジュニア 2位
- 2018年 -　世界ジュニア団体戦 優勝
- 2018年 -　講道館杯 3位
- 2018年 -　グランドスラム・大阪 3位
- 2019年 - グランドスラム・デュッセルドルフ 2位
- 2019年 - 選抜体重別 3位
- 2019年 - 優勝大会 優勝
- 2019年 - グランプリ・ザグレブ 2位
- 2019年 - 世界団体 優勝
- 2019年 - 体重別団体 優勝
- 2019年 -　講道館杯 優勝
- 2019年 - グランドスラム・大阪 7位
- 2019年 -　ワールドマスターズ 7位
- 2020年 -　講道館杯 優勝
- 2021年 -　体重別 3位
- 2021年 -　グランドスラム・カザン 優勝
- 2021年 -　グランドスラム・パリ 5位
- 2021年 - 優勝大会 優勝
- 2021年 - 体重別団体 優勝
- 2022年 -　グランドスラム・パリ 優勝
- 2022年 - 優勝大会 優勝
- 2022年 -　グランドスラム・ブダペスト 優勝
- 2022年 -　アジア選手権 個人戦 優勝 団体戦 優勝
- 2022年 -　体重別団体　2位
- 2022年 -　グランドスラム・東京　3位
- 2022年 -　ワールドマスターズ 優勝
- 2023年 -　グランドスラム・タシケント　2位
- 2023年 -　世界選手権　3位
- 2023年 -　グランドスラム・東京　優勝
- 2024年 -　グランドスラム・アンタルヤ　優勝
- 2024年 - アジア選手権　優勝
- 2024年 -　パリオリンピック　2位
- 2024年 -　パリオリンピック混合団体 2位
- 2024年 - グランドスラム・東京　優勝
- 2024年 - ヨーロッパクラブ選手権　優勝
- 2025年 - グランドスラム・バクー　優勝
- 2025年 - 世界選手権　優勝
- 2025年 - 世界団体　3位

（出典、JudoInside.com）